# Podolsko
Podolsko je vesnice, část obce Podolí I v okrese Písek v Jihočeském kraji. Většina původní osady zanikla na konci 50. let v souvislosti s výstavbou orlické vodní nádrže. Nachází se asi 2,5 kilometru západně od Podolí I. Prochází zde silnice I/29. Je zde evidováno 97 adres. V roce 2011 zde trvale žilo 27 obyvatel.
Podolsko leží v katastrálním území Podolí I o výměře 8,96 km².

## Historie
První písemná zmínka o vesnici pochází z roku 1477.

## Obyvatelstvo
| Rok            | 1869 | 1880 | 1890 | 1900 | 1910 | 1921 | 1930 | 1950 | 1961 | 1970 | 1980 | 1991 | 2001 | 2011 | 2021 |
| -------------- | ---- | ---- | ---- | ---- | ---- | ---- | ---- | ---- | ---- | ---- | ---- | ---- | ---- | ---- | ---- |
| Počet obyvatel | 132  | 135  | 133  | 121  | 127  | 120  | 95   | 69   | 19   | 20   | 23   | 15   | 19   | 27   | 57   |
| Počet domů     | 18   | 19   | 20   | 20   | 18   | 18   | 19   | 24   | 7    | 6    | 5    | 7    | 7    | 14   | 8    |

## Pamětihodnosti
- Podolský most

## Galerie

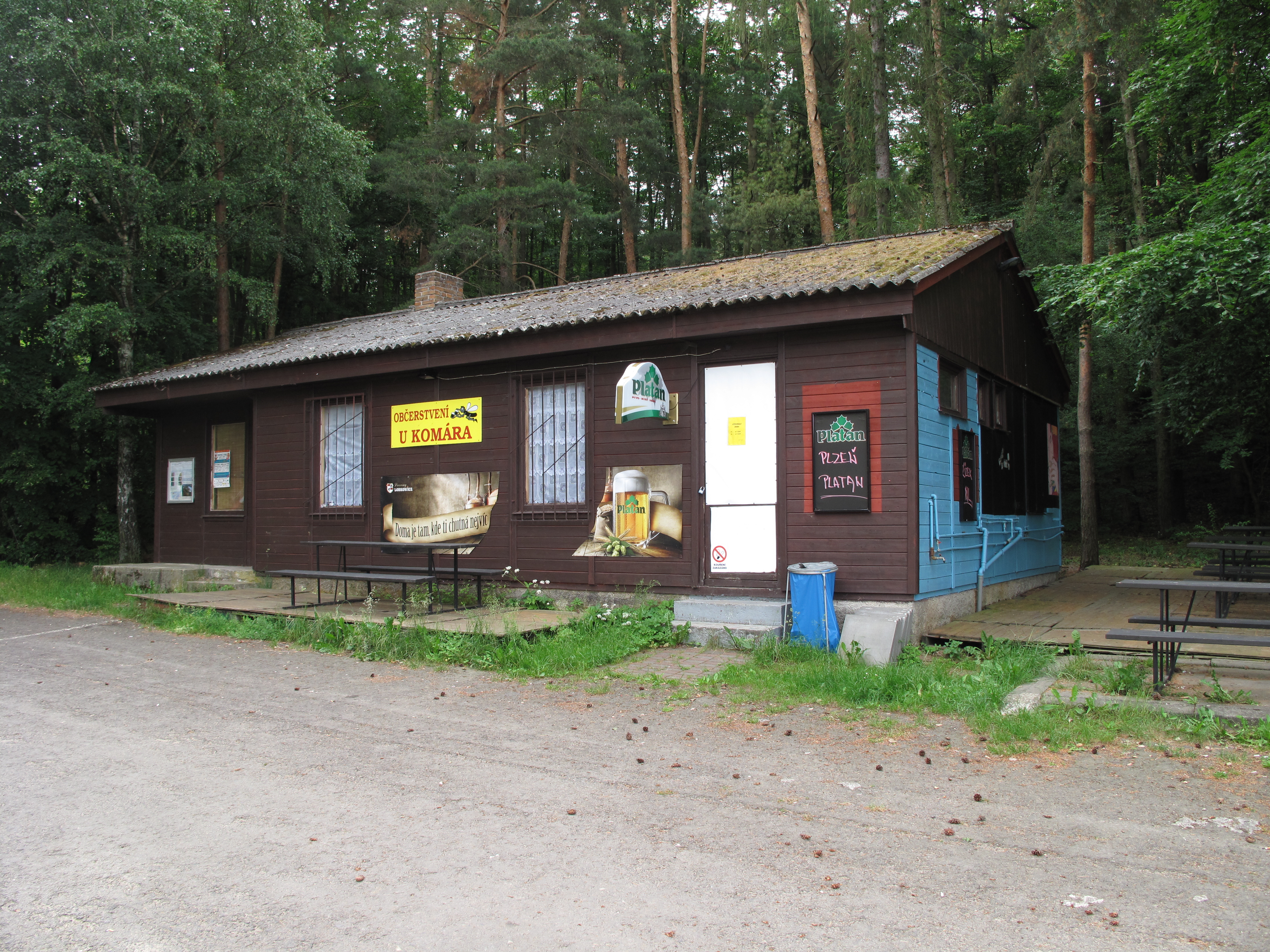
Občerstvení U Komára
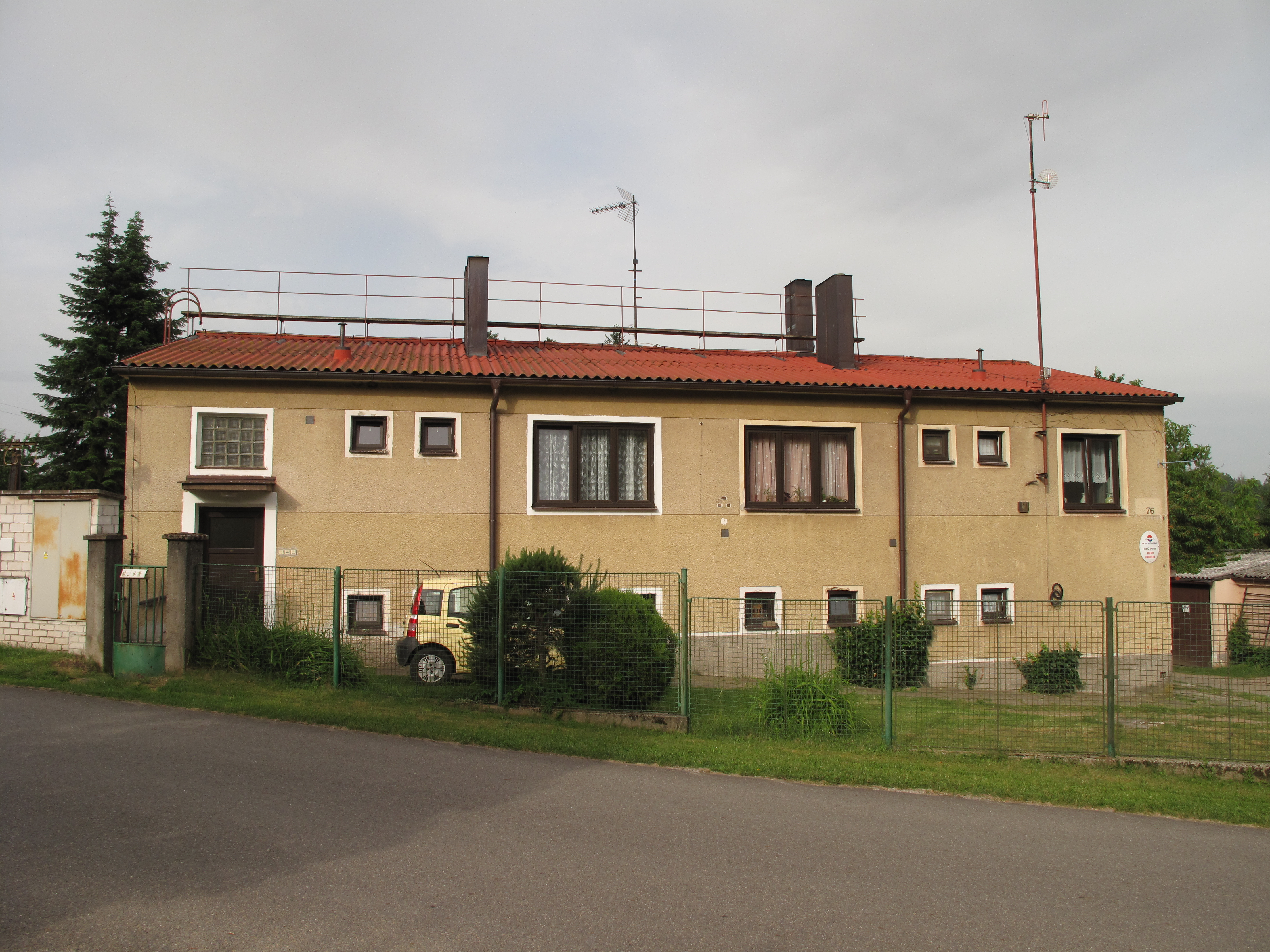
Dům v obci
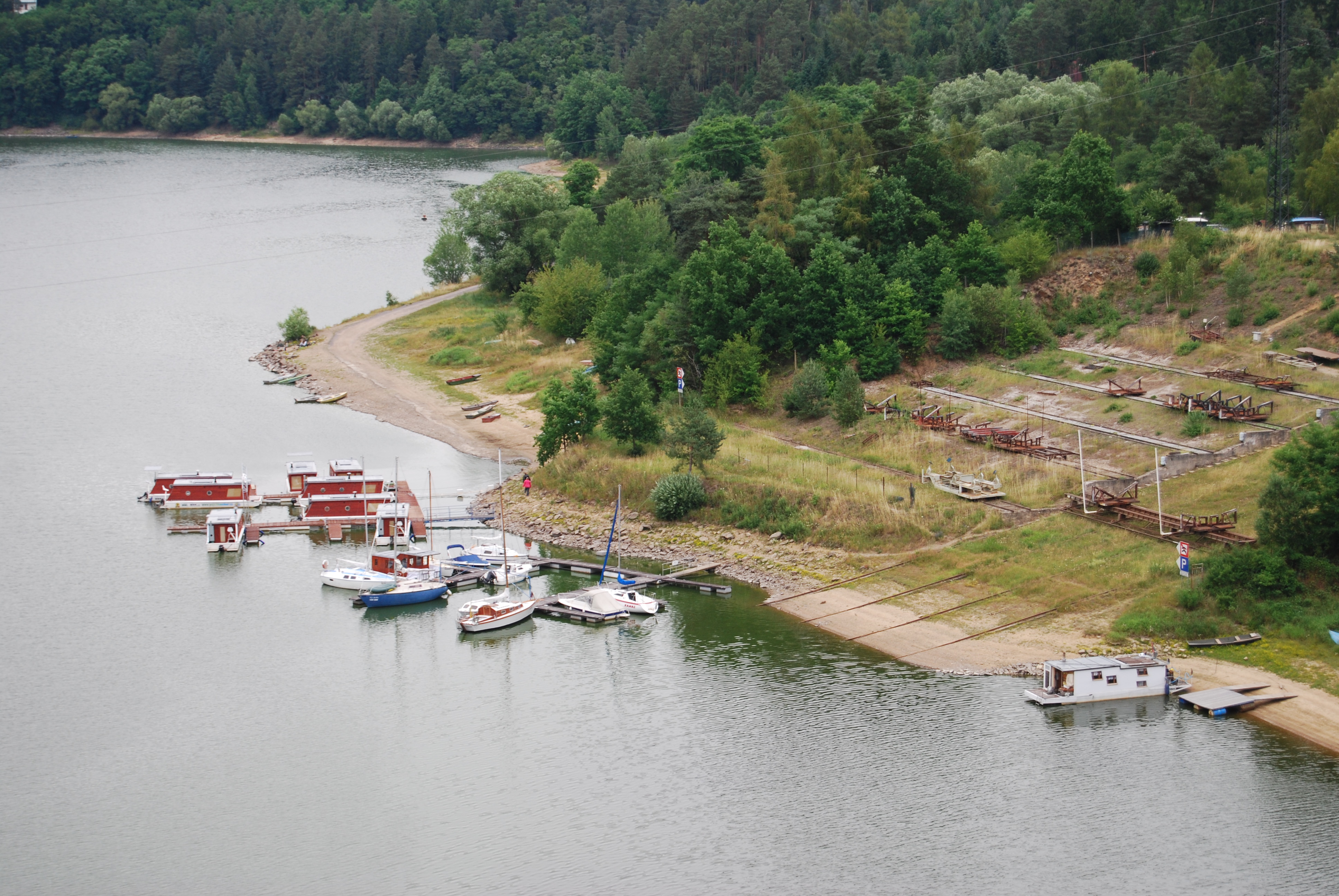
Pohled z mostu na přístaviště
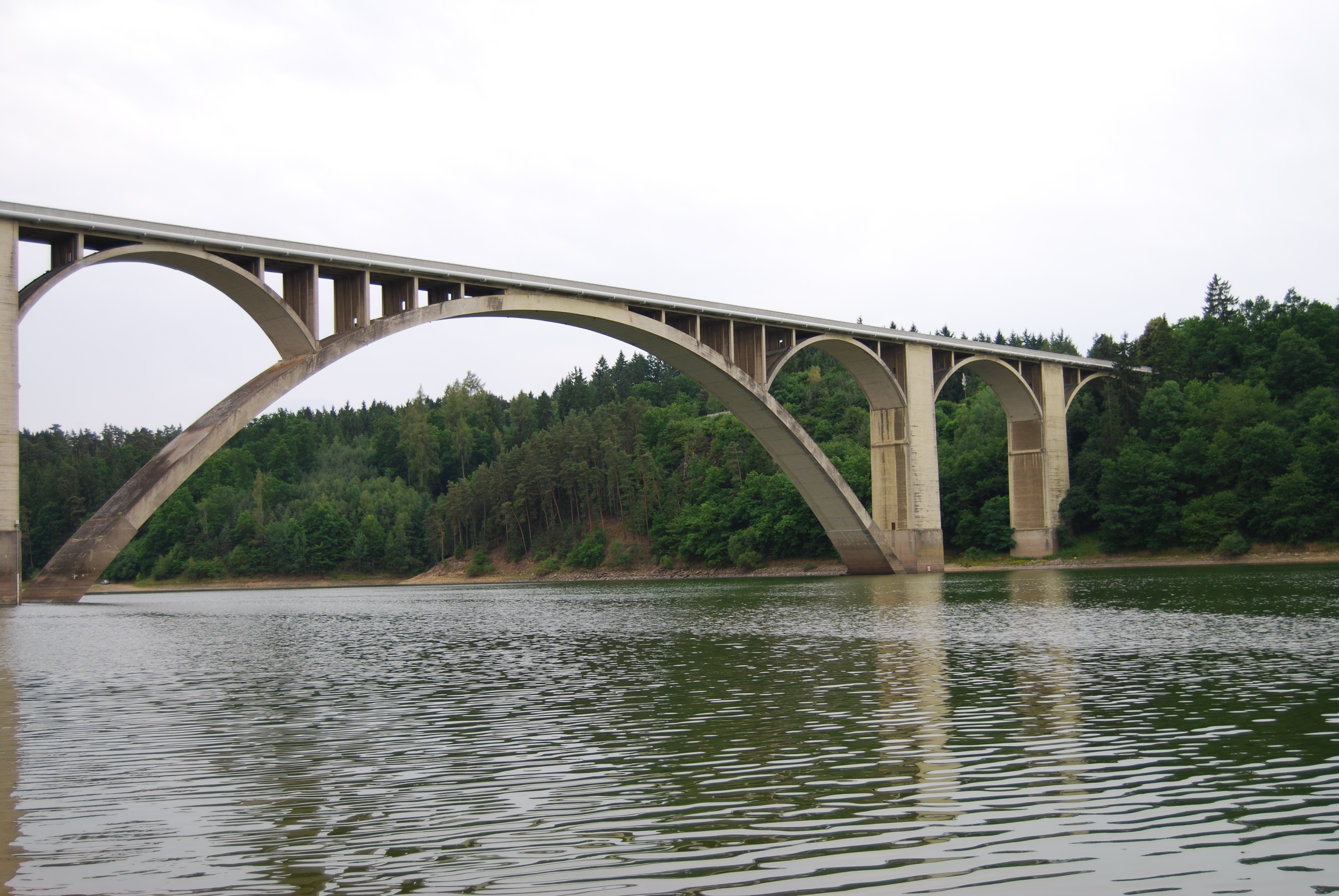
Podolský most přes Vltavu